# Plochilia scalabrii
Plochilia scalabrii är en skalbaggsart som beskrevs av Leon Fairmaire 1896. Plochilia scalabrii ingår i släktet Plochilia och familjen Cetoniidae. Inga underarter finns listade i Catalogue of Life.